# سالم يفوت
سالم يفوت (1947-2013). كاتب وباحث ومفكر مغربي.

## مسيرته
ولد الدكتور سالم يفوت بمدينة الدار البيضاء سنة 1947 ، تابع دراسته العليا في الفلسفة بكلية الآداب والعلوم الإنسانية بالرباط حيث حصل على الإجازة سنة 1968 وعلى دبلوم الدراسات العليا سنة 1978 ثم على دكتوراه الدولة سنة 1985 .انضم سالم يفوت إلى اتحاد كتاب المغرب في دجنبر 1977 كما انتخب سنة 1992 نائبا لرئيس الجمعية العربية.

## من مؤلفاته
تميز المفكر سالم يفوت بإسهاماته الفكرية الوازنة ومؤلفاته المعرفية والفلسفية القيمة نذكر منها:
- مظاهر النزعة الإخبارية في بنيوية ليفي - ستروس
- مفهوم الواقع في التفكير العلمي المعاصر
- الفلسفة، العلم والعقلانية المعاصرة
- العقلانية المعاصرة بين النقد والحقيقة
- فلسفة العلم المعاصر ومفهومها للواقع
- ابن حزم والفكر الفلسفي بالمغرب والأندلس
- درس الإبستمولوجيا / سالم يفوت وعبد السلام بنعبد العالي
- حفريات المعرفة العربية الإسلامية
- حفريات الاستشراق: في نقد العقل الاستشراقي
- الفلسفة والعلم في العصر الكلاسيكي
- الزمان التاريخي